# DP Возничего
DP Возничего (лат. DP Aurigae) — одиночная переменная звезда в созвездии Возничего на расстоянии (вычисленном из значения параллакса) приблизительно 97945 световых лет (около 30030 парсеков) от Солнца. Видимая звёздная величина звезды — от +19m до +15m.

## Характеристики
DP Возничего — красная пульсирующая переменная звезда, мирида (M) спектрального класса M. Эффективная температура — около 3286 К.